# Starzyk brunatnogłowy
Starzyk brunatnogłowy, starzyk rudogłowy (Molothrus ater) – gatunek ptaka z rodziny kacykowatych (Icteridae). Znany pasożyt lęgowy u ponad 100 gatunków ptaków z Ameryki Północnej. Przyczynił się do spadku liczebności wireonków, lasówek, tanagr i niektórych kacyków. Ubarwienie jaj inne niż jaj gospodarzy. Pisklęta wylęgają się wcześniej, rosną szybciej i są większe; wyrzucają z gniazda pisklęta gospodarzy.

## Systematyka
Wyróżniono trzy podgatunki M. ater:
- M. ater artemisiae – wnętrze zachodniej Kanady i zachodnie USA.
- M. ater obscurus – pacyficzne wybrzeża Alaski, Kanady i USA oraz północno-zachodni Meksyk.
- M. ater ater – południowa-wschodnia Kanada, wschodnie i środkowe USA oraz północno-wschodni Meksyk.

## Morfologia
Długość ciała 15–20 cm. Głowa samca kawowobrązowa; tułów błyszcząco czarny. Samica jednolicie szarobrązowa. Młode ptaki brązowe, jaśniejsze od spodu, często w ciemnobrązowe kreski. Dziób krótki, stożkowaty.

## Zasięg, środowisko
Północno-środkowa, środkowa i południowa część Ameryki Północnej. Zimę spędza w południowej części zasięgu letniego i dalej na południe po południowy Meksyk.

## Pożywienie
Żywią się głównie nasionami traw, chwastów i niektórych zbóż, a także owadami, takimi jak koniki polne czy chrząszcze.

## Zachowanie
Podczas toków dziób samca uniesiony ku górze, sylwetka smukła lub zgarbiona, z rozłożonymi skrzydłami i nastroszonym upierzeniem. Głos: wysoki, bulgocący. Samica wydaje ostry, głośny świergot. 

## Status
Międzynarodowa Unia Ochrony Przyrody (IUCN) uznaje starzyka brunatnogłowego za gatunek najmniejszej troski (LC, Least Concern) nieprzerwanie od 1988 roku. W 2020 roku organizacja Partners in Flight szacowała liczebność populacji lęgowej na 130 milionów osobników. Trend liczebności populacji uznawany jest za spadkowy.